# Hulín (nádraží)
Hulín je železniční stanice ve stejnojmenném městě v okrese Kroměříž ve Zlínském kraji nedaleko řeky Rusavy. Leží na tratích Kojetín – Valašské Meziříčí a Přerov–Břeclav. Stanice je elektrizovaná (25 kV, 50 Hz AC (do roku 2022 3 kV ss), trať Přerov–Břeclav).

## Historie
Stanice vznikla při budování Severní dráhy císaře Ferdinanda (KFNB) z Vídně do Krakova a slezské uhelné pánve v roce 1841, primárně pro obsluhu města Kroměříž jen pět kilometrů západně. Stavbu trati prováděla firma bratří Kleinů. Úsek Břeclav - Staré Město byl dán do provozu 1. května, slavnostního otevření se účastnil též moravskoslezský zemský gubernátor hrabě Alois Ugarte.
Hulínské nádraží bylo pak zprovozněno 1. září 1841, kdy začaly vlaky pravidelně jezdit ve směru na Přerov. Trať plánovali její inženýři Carl von Ghega a Alois Negrelli tak, aby nevedla v blízkosti hustší zástavby, především z hlediska bezpečnosti a možného vzniku požáru při nehodě či jisker od lokomotivy. Z tohoto důvodu byla stanice postavena mimo centrum Hulína východním směrem až za řekou Rusavou. Od 1. listopadu 1863 začíná ve stanici fungovat dvoukolejný provoz vlaků.

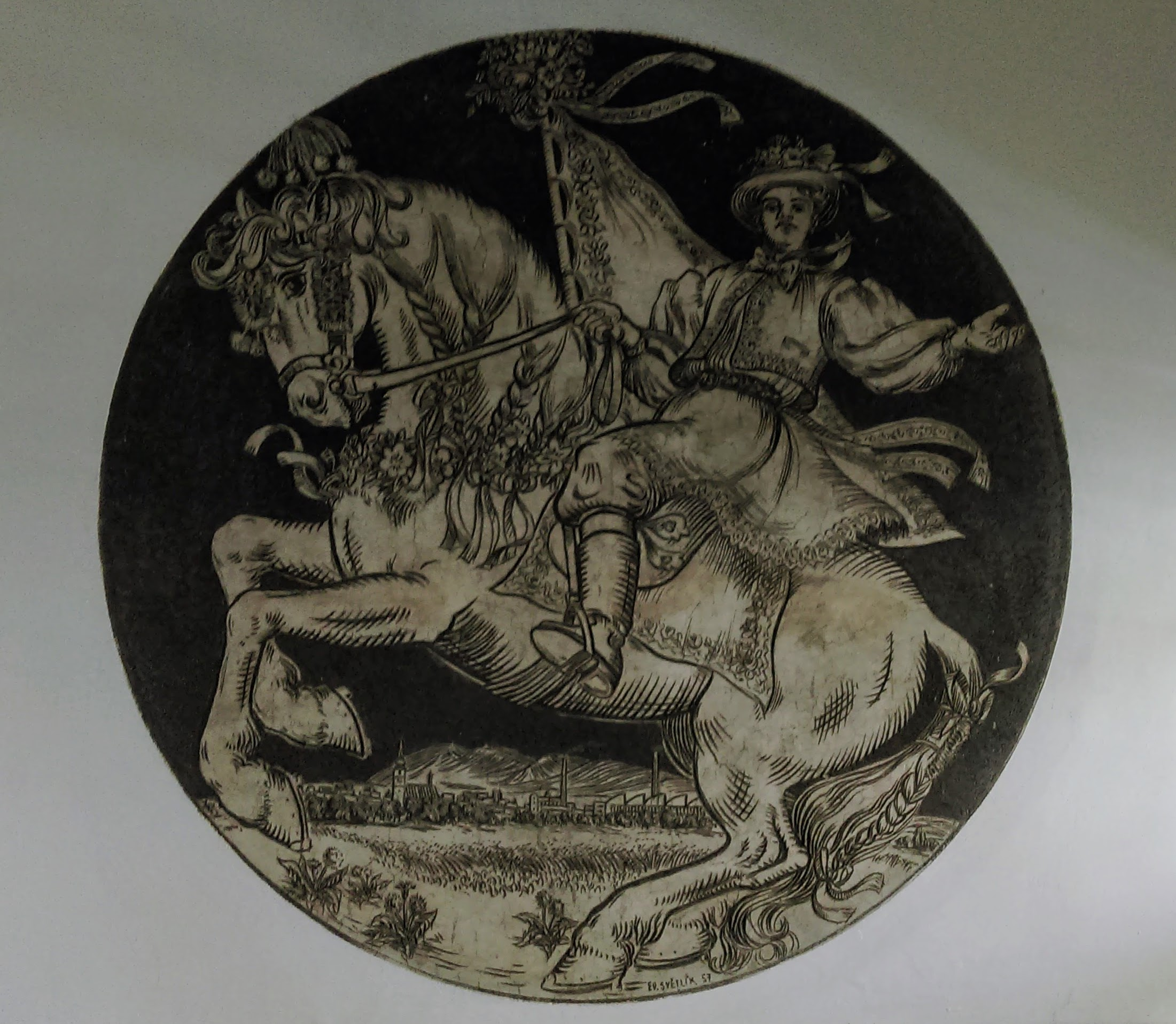
Rozměrné sgrafito Eduarda Světlíka „Hanák na koni“ z roku 1957 nad schodištěm hulínského nádraží ČD.

Od roku 1845 spojovaly Kroměříž s nádražím v Hulíně dvojspřežní dostavníky, nejvíce vytížené v letech 1848-1849, kdy vozily poslance na zasedání ústavodárného sněmu. V roce 1879 byla v Kroměříži vytvořena akciová společnost Kroměřížská dráha, která zbudovala soukromou lokální dráhu Kroměříž - Hulín s novou hulínskou stanicí, navrženou stavitelem dráhy Ladislavem Mesenským. Trať byla do nádraží zaústěna z jižního zhlaví, přerovskou trať překonává přejezdem a výstup probíhal z druhé strany od budov a starších nástupišť, KFNB totiž odmítla společné užívání kolejiště i nádražních budov. Provoz zde byl slavnostně zahájen moravským místodržícím Karlem Korbem z Weidenheimu 28. listopadu 1880 za přítomností generálního inspektora KFNB Wilhelma Eichlera z Eichkronu.
Dne 22. září 1882 zprovozňuje Kroměřížská dráha trať z Hulína do Holešova, v listopadu téhož roku prodlouženou do Bystřice pod Hostýnem. Dráha Kroměříž - Hulín byla pak roku 1883 přeložena a zaústěna ze severního zhlaví, kde vznikla nová výpravní budova, vedle stanice Severní dráhy. Stará trať k nádraží Kroměřížské dráhy následně zanikla při budování vlečky do místního cukrovaru. Společnost Severní dráha císaře Ferdinanda trať později odkoupila a roku 1888 propojila Bystřici s nádražím v Krásně nad Bečvou (dnešní součást Valašského Meziříčí), kde navázala na již dostavěný úsek do Ostravy. Po zestátnění KFNB v roce 1906 pak obsluhovala stanici jedna společnost, Císařsko-královské státní dráhy (kkStB), po roce 1918 pak správu přebraly Československé státní dráhy.
Dne 29. března 1985 byl ve stanici zahájen pravidelný provoz lokomotiv elektrické trakce.

## Modernizace
Stanicí prochází Druhý železniční koridor, leží na trase 6. Panevropského železničního koridoru. Proběhla rekonstrukce stanice a úpravy parametrů nádraží na koridorovou stanici: vzniklo zde vyvýšené zastřešené ostrovní nástupiště s podchody a výtahy. Samotný podchod skrze násep je starší a umožňuje oboustranný průchod. Expresní spoje mohou stanicí projíždět rychlostí až 160 km/h, je zde zavedeno traťové zabezpečovací zařízení ESA 11, stanice je tak dálkově řízena z Centrálního dispečerského pracoviště Přerov. Nástup do vlaků do Kroměříže a Valašského Meziříčí probíhá z druhého nástupiště na opačné straně budovy od nástupiště prvního.